# Slavekysten
Slavekysten er en ældre betegnelse for den del af Guineabugtens kyst, der ligger mellem floderne Volta og Niger. Her fandtes i det 17. og 18. århundrede talrige portugisiske, franske og engelske faktorier, hvor slavehandelen blomstrede.